# 發芽米

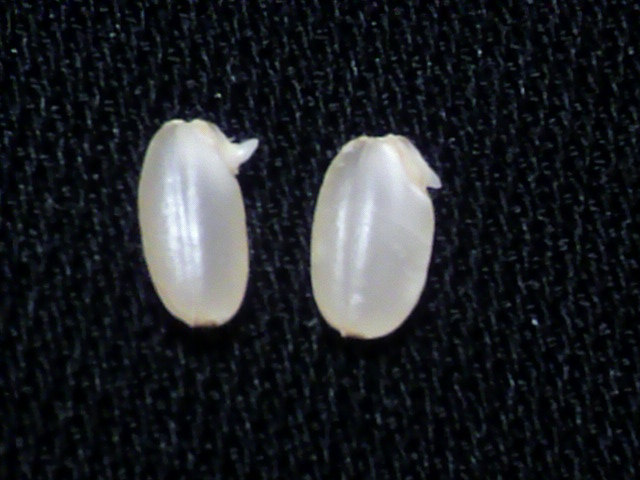
發芽米

發芽米（英語：Germinated brown rice），日本稱為發芽玄米（發芽糙米），係由具種子活性的糙米經37℃水浸泡23至32小時，讓稻胚長出0.05至0.1公分之芽體。在發芽的時候，休眠中的酵素開始活化，高營養價值成分會大幅提升，又稱為食用酵素活米，日本稱為營養米。且因糙米堅硬外皮軟化後，帶有鮮甜味的胺基酸會增加，更具美味。

## 營養價值
發芽米營養成分較糙米與白米大幅提升。
- 發芽糙米與白米營養之比較

| 營養素(每100g含量) | 發芽糙米 | 白米  | 倍數  |
| ------------------ | -------- | ----- | ----- |
| 醣類               | 69.9g    | 75.5g | 0.88  |
| 蛋白質             | 7.3g     | 6.8g  | 1.07  |
| 脂肪               | 2.9g     | 1.3g  | 2.23  |
| 維生素B1           | 0.3g     | 0.12g | 2.50  |
| 維生素E            | 1.7mg    | 0.4mg | 4.25  |
| γ-氨基丁酸(GABA)   | 16.5mg   | 1.5mg | 11.00 |

- 發芽糙米成分及其功效：
  - 膳食纖維：能活化腸道益菌，預防改善糖尿病，以及預防便秘、高血脂肪症與大腸癌症；
  - 維生素B群：含有醣類代謝所需要的維生素B1；
  - 維生素E：可抑制活性氧的活動，保護肌膚防止紫外線以及抑制膽固醇增加
  - 肌醇（inositol）：可預防脂肪肝與動脈硬化的；
  - 鎂、鉀、鈣、鋅等礦物質：鎂可預防心臟病，鉀可預防高血壓，鈣可預防骨質疏鬆症，鋅可防止生殖功能低下與動脈硬化作用；
  - 磷酸六肌醇（IP6）：具有抗氧化力，因活性氧所具的抗老化能力，以及可抗癌；
  - 阿魏酸（ferulic acid）：可去除活性氧，抑制麥拉寧色素生成，可預防改善阿茲海默症；
  - 谷維素：預防老化與紓緩更年期障礙；
  - γ-氨基丁酸(GABA)：預防高血壓、紓壓、減重、美白及預防老年癡呆症。

## 具體功效

### 改善代謝症候群
- 改善腰圍(瘦身)

食品中三大營養素的消化吸收率非常地高，特別是脂肪以及醣類分別在90%以上，甚至接近100%，但事如果攝取全粒穀物(如膳食纖維豐富的發芽糙米)，會因會升醣指數(GI值)低，以及可以抑制中性脂肪吸收等原因，因此會比食用精緻白米、麵包等主食，吸收更少的脂肪與醣類。所以，如果持續食用發芽糙米，就不會增加體內的卡路里，身體就會燃燒囤積在腹部的脂肪作為熱量來源，這樣就會促進腰圍縮小。
- 改善高血壓

發芽糙米含有豐富的GABA，可以舒緩神經緊張，也有促進血液循環的作用。此外，亦可以促進腎臟功能，有助於利尿，因其將血液中多餘鹽分透過尿液排洩出來，所以可以降低血壓，一旦血壓回到正常值，就可維持恆定。再者，發芽糙米含有對血壓控制有幫助的鈣、鎂，以及豐富的膳食纖維。因此，被認為可以有效預防高血壓。
- 改善血糖值(糖尿病)

血糖就是血液中所含的葡萄糖，是提供肌肉、大腦等器官能量的重要物質。在進食後，血糖會升高，但如果胰臟所分泌的胰島素過少或是無法充分作用石，糖分就會殘存在血液中，血糖值就會上升。而發芽糙米所含的膳食纖維，可以穩定身體有食物中所吸收的糖分，抑制血糖的上升，因此有助於糖尿病的預防及改善。
- 減少中性脂肪(TG)

東方人的飲食日趨西化的狀況，相較以往，飲食中脂肪攝取率便高，特別是脂肪的過度攝取，就變成內臟脂肪，危害身體健康。血液中之中性脂肪變多的狀況，就叫做脂質異常症，這是促進動脈硬化的原因。發芽糙米可以透過控制飲食中脂肪的吸收，而抑制中性脂肪的增加，使血液變得更清澈，有預防肥胖與動脈硬化的效果。

### 促進腦力
- 提升學習能力

發芽糙米除了優異的營養成分外，亦較白米有嚼勁，當咀嚼的次數增加的話，被認為對於下顎發育以及腦部發育有所幫助。
- 舒緩壓力及預防癡呆
  - 發芽糙米含豐富的GABA，乃是抑制神經興奮的神經傳導物，具有消除不安／憂鬱及去除焦慮感的功效；
  - 米糠中含有豐富的阿魏酸，可預防阿茲海默症。

### 提昇母乳免疫力
哺乳中的母親若能持續食用發芽米作為主食，母乳之ＩgA免疫球蛋白會明顯增加，不僅對於提升母親本身的免疫力，且對於嬰兒的健康也有幫助。